# CNO 순환

제1CNO순환의 개념도

여러 핵융합 반응의 온도에 따른 효율 변화 비교

CNO 순환(CNO cycle, 문화어: 탄소질소산소순환)은 항성이 수소를 헬륨으로 변환시키는 핵융합 과정으로서 밝혀진 두 기작 중 하나다(다른 하나는 양성자-양성자 연쇄 반응). pp-연쇄반응과 달리 CNO 순환은 촉매순환이다. 이론적 모형에 따르면 CNO 순환은 질량이 태양의 1.3배 이상인 무거운 별들에서 우세한 에너지원이다. 한편 태양급 질량 또는 그 이하 질량의 항성에서는 pp-연쇄반응이 우세하다. 이 차이는 두 반응의 온도 의존성 차이에서 기인한다. pp-연쇄반응은 4 × 106 K (= 4 메가켈빈) 언저리에서 시작되어 작은 별들의 에너지원으로서 우세해진다. 반면 CNO 순환은 15 × 106 K (= 15 메가켈빈) 언저리에서 시작되지만 온도가 높아짐에 따라 에너지 출력이 급격하게 커진다. 17 × 106 K (= 17 메가켈빈) 정도의 온도가 되면 CNO 순환이 pp-연쇄반응보다 우세한 에너지원이 된다(우측 그래프 참조). 우리 태양의 중심핵 온도는 15.7 × 106 K으로, pp-연쇄반응과 CNO 순환반응이 모두 일어나지만 태양핵에서 생산되는 헬륨-4 중 CNO 순환에 의해 만들어진 것의 비중은 1.7%에 불과하다. 제1CNO는 1938년에 카를 프리드리히 폰 바이츠제커, 1939년에 한스 베테가 독립적으로 발견하였다.
CNO 순환에서는 4회의 양성자 융합이 발생하는데, 이때 탄소, 질소, 산소 동위원소들을 촉매로 사용한다. 알파입자 하나를 만들기 위해서는 양전자 2개와 전자 중성미자 2개가 필요하다. CNO 순환의 세부 종류에 따라 다양한 촉매 경로가 존재하지만 모든 CNO 순환은 공통적으로 다음과 같은 알짜 결과를 얻는다.
4 1
1H
  +  2 
e−
  →  4
2He
  +  2 
e+
  +  2 
e−
  +  2 
ν
e  +  3 
γ
  +  24.7 MeV  →  4
2He
  +  2 
ν
e  +  3 
γ
  +  26.7 MeV
양전자는 생성된 즉시 전자-양전자 쌍소멸을 일으켜 감마선의 형태로 에너지를 방출한다. 중성미자는 약간의 에너지를 가지고 항성을 탈출한다. 하나의 원자핵이 끝없는 순환 구조 속에서 탄소, 질소, 산소가 되기를 반복한다.

## 저온 CNO 순환
항성 내부의 전형적 환경에서는 CNO 순환에 의한 수소의 촉매반응이 양성자 포획에 의해 제한된다. 특히 방사성 동위원소의 베타 감쇠 시간척도가 핵융합 시간척도보다 빠르다. 걸리는 시간이 긴 만큼 저온 CNO 순환은 수소를 헬륨으로 느리게 전환시키며, 항성이 오랜 세월동안 잠잠히 평형상태를 유지하도록 한다.

### 제1CNO
최초로 제안된 촉매순환반응으로서 CN 순환(탄소질소순환) 또는 발견자들의 이름을 따 베테-바이츠제커 순환이라고 한다. 명칭의 CNO에서 O가 빠진 이유는 이 과정에서는 산소의 안정한 동위원소가 존재하지 않기 때문이다. 베테의 처음 계산 결과는 CN 순환이 태양의 주요 에너지원이라고 나왔는데, 당시에는 질소가 태양의 구성성분의 10%를 차지한다고 잘못 알고 있었기 때문이다. 현재 알려진 태양의 질소 비율은 0.5% 이하이다. 오늘날 CN 순환은 보다 큰 CNO 핵융합 네트워크의 첫 부분으로 여겨진다.
제1CNO 순환의 촉매 원소의 변화는 다음과 같다.12
6C
→13
7N
→13
6C
→14
7N
→15
8O
→15
7N
→12
6C
:
| 12 6C | + | 1 H | → | 13 7N | + | γ     |   |     | + | 1.95 MeV |                       |
| 13 7N |   |     | → | 13 6C | + | e+    | + | ν e | + | 1.20 MeV | (반감기 9.965 분[7])  |
| 13 6C | + | 1 H | → | 14 7N | + | γ     |   |     | + | 7.54 MeV |                       |
| 14 7N | + | 1 H | → | 15 8O | + | γ     |   |     | + | 7.35 MeV |                       |
| 15 8O |   |     | → | 15 7N | + | e+    | + | ν e | + | 1.73 MeV | (반감기 122.24 초[7]) |
| 15 7N | + | 1 H | → | 12 6C | + | 4 2He |   |     | + | 4.96 MeV |                       |
첫 반응에서 사용된 탄소-12 원자핵이 마지막 반응에서 다시 생성된다. 방출된 양전자 2개가 주변 전자 2개와 쌍소멸하면서 추가적으로 2.04 MeV를 더 내놓아 제1CNO 순환 1번으로 방출되는 에너지 총량은 26.73 MeV이다. 일부 문헌에 따라 저자들이 양전자 쌍소멸 에너지를 베타 감쇠 Q값에 포함시키고 쌍소멸로 방출되는 같은 양의 에너지를 무시하여 독자에게 혼동을 일으키는 경우가 있다. 모든 값은 원자질량평가 2003년판에 따라 계산하였다.
제1CNO의 제한반응(가장 느린 반응)은 14
7N
의 양성자 포획 반응이다. 2006년 항성 에너지의 실험적 측정이 하향되어 구상성단의 나이가 10억 년 전후로 교정되었다.
운동량이 보존됨에도 불구하고 베타 감쇠로 방출되는 중성미자의 에너지는 단일하게 정해지지 않고 범위값을 갖는다. 양전자와 중성미자는 어느 한 쪽이 다른 한 쪽을 방출하거나 어느 한 쪽이 에너지를 다 가져가거나 그 사이 어디거나 간에 Q값 에너지가 사용된다면 운동량을 공유할 수 있다. 전자나 중성미자가 만들어내는 운동량은 상대적으로 훨씬 무거운 딸원자핵에 유의미한 반동을 일으키기에는 그 크기가 너무 작다. 때문에 생성된 물질의 운동에너지로의 기여분은 무시될 수 있다. 그러므로 질소-13의 감쇠로 방출되는 중성미자 에너지는 0 - 1.20 MeV, 산소-15의 감쇠로 방출되는 중성미자 에너지는 0 - 1.73 MeV이다.  이런 식으로 중성미자에 의해 빠져나가는 총 에너지는 평균적으로 약 1.7 MeV이며, 광도, 즉 빛의 형태를 만들어내는 에너지는 나머지 25 MeV이다.

### 제2CNO
제1CNO와 거의 같으나 마지막 반응에서 15
7N
가 탄소-12와 알파선을 만들어내지 않고 대신 산소-16과 광자를 만들어낸다.
그래서 촉매 원소의 변화는 다음과 같다. 15
7N
 → 16
8O
 → 17
9F
 → 17
8O
 → 14
7N
 → 15
8O
 → 15
7N

| 15 7N | + | 1 H | → | 16 8O | + | γ     |   |     | + | 12.13 MeV |                    |
| 16 8O | + | 1 H | → | 17 9F | + | γ     |   |     | + | 0.60 MeV  |                    |
| 17 9F |   |     | → | 17 8O | + | e+    | + | ν e | + | 2.76 MeV  | (반감기 64.49 초)  |
| 17 8O | + | 1 H | → | 14 7N | + | 4 2He |   |     | + | 1.19 MeV  |                    |
| 14 7N | + | 1 H | → | 15 8O | + | γ     |   |     | + | 7.35 MeV  |                    |
| 15 8O |   |     | → | 15 7N | + | e+    | + | ν e | + | 2.75 MeV  | (반감기 122.24 초) |
기본 CNO에 촉매로서 관여하는 탄소, 질소, 산소와 마찬가지로 제2CNO의 두 번째 루프에서 생산된 플루오린은 일시적으로 존재하는 것일 뿐 최종 결과에서는 사라지므로 항성 내부에 누적되지 않는다.

### 제3CNO
제3CNO는 질량이 큰 항성들에서만 유의미하다. 제2CNO의 네 번째 루프에서 질소-14와 알파선 대신 플루오린-18과 감마선이 생성된다.
촉매 원소의 변화는 다음과 같다. 17
8O
→18
9F
→18
8O
→15
7N
→16
8O
→17
9F
→17
8O
:
| 17 8O | + | 1 H | → | 18 9F | + | γ     |   |     | + | 5.61 MeV  |                     |
| 18 9F |   |     | → | 18 8O | + | e+    | + | ν e | + | 1.656 MeV | (반감기 109.771 분) |
| 18 8O | + | 1 H | → | 15 7N | + | 4 2He |   |     | + | 3.98 MeV  |                     |
| 15 7N | + | 1 H | → | 16 8O | + | γ     |   |     | + | 12.13 MeV |                     |
| 16 8O | + | 1 H | → | 17 9F | + | γ     |   |     | + | 0.60 MeV  |                     |
| 17 9F |   |     | → | 17 8O | + | e+    | + | ν e | + | 2.76 MeV  | (반감기 64.49 초)   |

### 제4CNO

양성자가 원자핵과 반응하여 알파선(= 헬륨 원자핵)이 방출된다.

제3CNO와 마찬가지로 제4CNO도 질량이 큰 항성에서만 유의미하다. 제3CNO의 세 번째 루프에서 질소-15와 알파선 대신 플루오린-19와 감마선이 생성된다.
촉매 원소의 변화는 다음과 같다.19
9F
→16
8O
→17
9F
→17
8O
→18
9F
→18
8O
→19
9F
:
| 19 9F | + | 1 H | → | 16 8O | + | 4 2He |   |     | + | 8.114 MeV |                     |
| 16 8O | + | 1 H | → | 17 9F | + | γ     |   |     | + | 0.60 MeV  |                     |
| 17 9F |   |     | → | 17 8O | + | e+    | + | ν e | + | 2.76 MeV  | (반감기 64.49 초)   |
| 17 8O | + | 1 H | → | 18 9F | + | γ     |   |     | + | 5.61 MeV  |                     |
| 18 9F |   |     | → | 18 8O | + | e+    | + | ν e | + | 1.656 MeV | (반감기 109.771 분) |
| 18 8O | + | 1 H | → | 19 9F | + | γ     |   |     | + | 7.994 MeV |                     |

## 고온 CNO 순환
항성 내부보다 고온 고압인 환경, 예컨대 신성이나 엑스선 폭발원에서는 양성자 포획 속도가 베타 감쇠 속도를 앞질러서 양성자 적하선까지 밀어붙이며 불타오른다. 여기서 기본적 아이디어는 방사성 동위원소가 베타 감쇠를 일으키기도 전에 양성자를 포획하여 다른 방법으로는 불가능한 새로운 핵융합 방법을 가능케 한다는 것이다.

### 제1HCNO
제1CNO와 제1HCNO 사이의 차이점은 13
7N
이 감쇠를 일으키지 않고 양성자를 포획한다는 것이다.
촉매 원소의 변화는 다음과 같다. 12
6C
→13
7N
→14
8O
→14
7N
→15
8O
→15
7N
→12
6C
:
| 12 6C | + | 1 H | → | 13 7N | + | γ     |   |     | + | 1.95 MeV |                    |
| 13 7N | + | 1 H | → | 14 8O | + | γ     |   |     | + | 4.63 MeV |                    |
| 14 8O |   |     | → | 14 7N | + | e+    | + | ν e | + | 5.14 MeV | (반감기 70.641 초) |
| 14 7N | + | 1 H | → | 15 8O | + | γ     |   |     | + | 7.35 MeV |                    |
| 15 8O |   |     | → | 15 7N | + | e+    | + | ν e | + | 2.75 MeV | (반감기 122.24 초) |
| 15 7N | + | 1 H | → | 12 6C | + | 4 2He |   |     | + | 4.96 MeV |                    |

### 제2HCNO
제2CNO와 제2HCNO 사이의 차이점은 17
9F
가 감쇠하지 않고 양성자를 포획한다는 것이다. 그 결과 네온이 형성되고 네온은 다시 18
9F
로 변한다.
촉매 원소의 변화는 다음과 같다.15
7N
→16
8O
→17
9F
→18
10Ne
→18
9F
→15
8O
→15
7N
:
| 15 7N   | + | 1 H | → | 16 8O   | + | γ     |   |     | + | 12.13 MeV |                    |
| 16 8O   | + | 1 H | → | 17 9F   | + | γ     |   |     | + | 0.60 MeV  |                    |
| 17 9F   | + | 1 H | → | 18 10Ne | + | γ     |   |     | + | 3.92 MeV  |                    |
| 18 10Ne |   |     | → | 18 9F   | + | e+    | + | ν e | + | 4.44 MeV  | (반감기 1.672 초)  |
| 18 9F   | + | 1 H | → | 15 8O   | + | 4 2He |   |     | + | 2.88 MeV  |                    |
| 15 8O   |   |     | → | 15 7N   | + | e+    | + | ν e | + | 2.75 MeV  | (반감기 122.24 초) |

### 제3HCNO
제2HCNO의 5번째 루프에서 18
9F
가 양성자 하나를 포획하여 질량이 커지고 이후 제4CNO와 같은 기작으로 헬륨을 생산한다.
촉매 원소의 변화는 다음과 같다. 18
9F
→19
10Ne
→19
9F
→16
8O
→17
9F
→18
10Ne
→18
9F
:
| 18 9F   | + | 1 H | → | 19 10Ne | + | γ     |   |     | + | 6.41 MeV |                   |
| 19 10Ne |   |     | → | 19 9F   | + | e+    | + | ν e | + | 3.32 MeV | (반감기 17.22 초) |
| 19 9F   | + | 1 H | → | 16 8O   | + | 4 2He |   |     | + | 8.11 MeV |                   |
| 16 8O   | + | 1 H | → | 17 9F   | + | γ     |   |     | + | 0.60 MeV |                   |
| 17 9F   | + | 1 H | → | 18 10Ne | + | γ     |   |     | + | 3.92 MeV |                   |
| 18 10Ne |   |     | → | 18 9F   | + | e+    | + | ν e | + | 4.44 MeV | (반감기 1.672 초) |

## 같이 보기
- 상온 핵융합
- 핵융합 발전
- 핵융합
- 양성자-양성자 연쇄 반응
- 항성 핵합성
- 삼중 알파 과정